# اس-بان راین-ماین
اس-بان راین-ماین (انگلیسی: Rhine-Main S-Bahn) شبکه قطار حومه در منطقه فرانکفورت راین-ماین است که شامل شهرهای فرانکفورت، ویسبادن، ماینتس، افنباخ آم ماین، هانائو و دارمشتات است.
این راه‌آهن که در سال ۱۹۷۸ تاسیس شده دارای ۹ خط، ۱۱۳ ایستگاه و ۳۰۳ کیلومتر طول است.

## نگارخانه

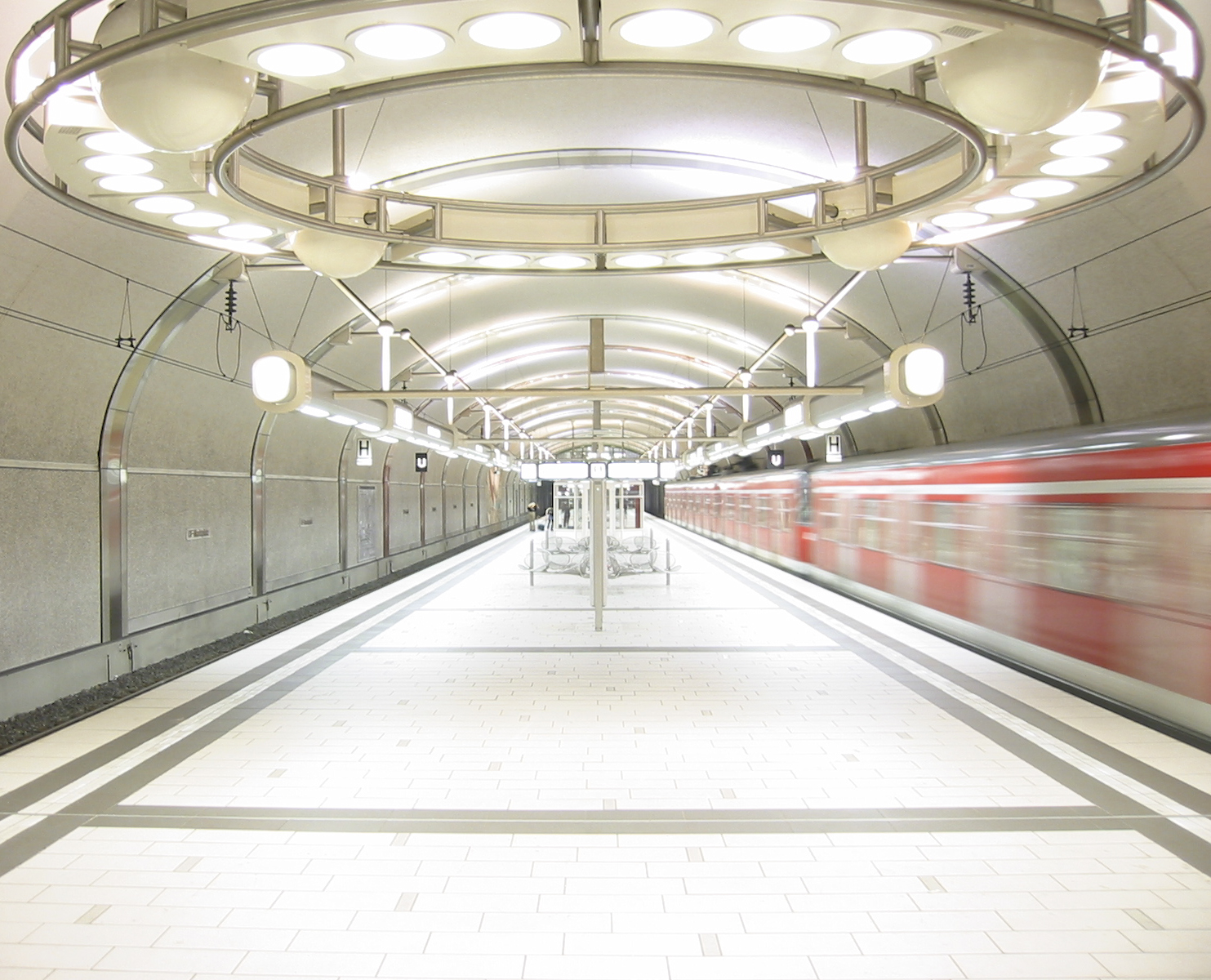
ایستگاه زیرزمینی افنباخ آم ماین
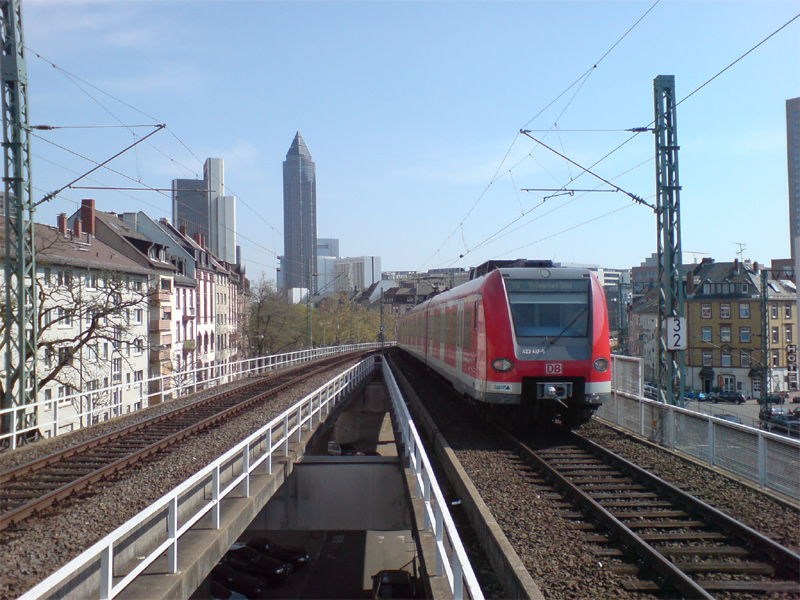
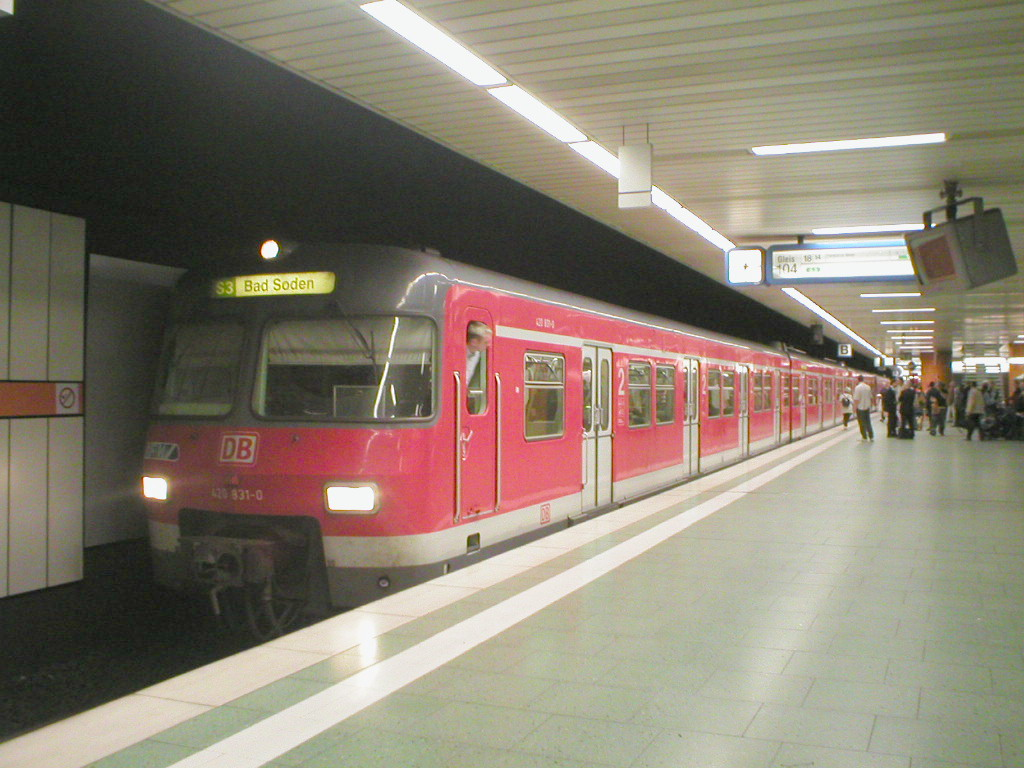
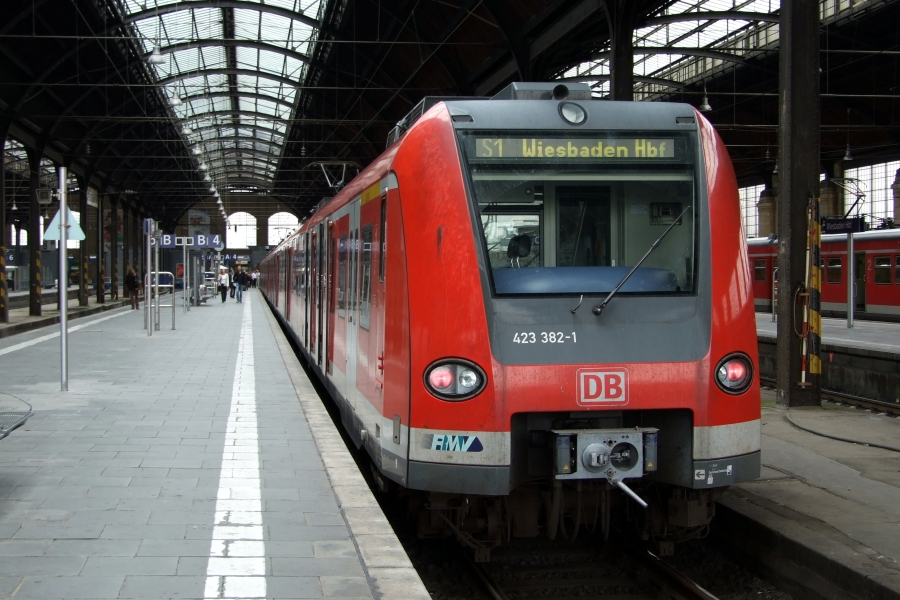